# Besseria melanura
Besseria melanura là một loài ruồi trong họ Tachinidae.